# Rudie Kemna
Rudi Kemna (Oldenzaal, 5 de octubre de 1967) es un exciclista neerlandés, convertido en director deportivo del equipo Skil-Shimano.

## Biografía
Durante mucho tiempo estuvo entre los mejores corredores aficionados, Rudi Kemna cuenta en su palmarés el Tour de Overijssel y la Omloop der Kempen. Sólo se convirtió en profesional con 31 años en 1999 con el equipo Batavus, que se convierte en el Bankgiroloterij. Especialista en el sprint, ganó ocho victorias en su primer año, incluyendo etapas de la Vuelta a los Países Bajos, Tour de Olympia y la Ster Elektrotoer . Posteriormente, ganó dos veces consecutivas en el G. P. Herning (2001 y 2002) y el Tour de Drenthe (2002 y 2003). En 2003, ganó el Campeonato de Holanda de ciclismo en ruta, el que su principal logro de su carrera.
En 2005, Rudi Kemna se unió al equipo Skil-Shimano, tras la fusión de Bankgiroloterij y Shimano Racing Team Japón. Corre así su último año como ciclista. Desde 2006, es director deportivo de la formación Skil-Shimano.

## Palmarés
| 1991 (como amateur) - 1 etapa del Teleflex Tour - GP Buchholz 1996 (como amateur) - Vuelta a Holanda Septentrional - 1 etapa de la Boland Bank Tour 1997 (como amateur) - 1 etapa del Teleflex Tour - Tour de Overijssel - Omloop der Kempen - 2 etapas de la Vuelta a Sajonia - GP Wieler Revue 1999 - 2 etapas de la Ster Elektrotoer - 4 etapas del Tour de Olympia - 1 etapa de la Vuelta a los Países Bajos - Dokkum-Woudenomloop 2000 - 1 etapa del Tour de Olympia | 2001 - G. P. Herning - 1 etapa de la Carrera de la Solidaridad y de los Campeones Olímpicos - 1 etapa de la Ster Elektrotoer - 2.º en el Campeonato de los Países Bajos en Ruta 2002 - Vuelta a Holanda Septentrional - Tour de Drenthe - G. P. Herning - 1 etapa de la Ster Elektrotoer - 2.º en el Campeonato de los Países Bajos en Ruta 2003 - Campeonato de los Países Bajos en Ruta - 1 etapa de la Vuelta a Rodas - Tour de Drenthe 2004 - Tour de Frise (ex-aequo con otros 21 corredores) |